# Amphinecta luta
Amphinecta luta là một loài nhện trong họ Amphinectidae. Loài này phân bố ở New Zealand.